# Cairo Montenotte
Cairo Montenotte je italská obec v provincii Savona v oblasti Ligurie. Nachází se přibližně 50 kilometrů západně od Janova a asi 20 kilometrů severozápadně od Savony.
Území Caira Montenotte sousedí s následujícími obcemi: Albisola Superiore, Altare, Carcare, Dego, Giusvalla, Gottasecca, Pontinvrea, Saliceto a Savona.